# 耶律耨里思
耶律耨里思（やりつ じょくりし、生没年不詳）は、唐代の契丹迭剌部の首長。耶律涅里の曾孫。祖父は耶律毗牒。父は耶律頦領。遼の太祖耶律阿保機の高祖父。松漠都督李懐秀の部下にあり、只里姑と括里を派遣して、潢水で范陽節度使の安禄山を撃破した。耶律阿保機が遼を建てた後、昭烈皇帝の諡号と粛祖の廟号を贈られた。

## 妻子

### 妻
- 昭烈蕭皇后

### 子
1. 耶律洽眘（字は牙新。迭剌部夷離菫）
2. 耶律薩剌徳（懿祖）
3. 耶律葛剌（字は古昆）
4. 耶律洽礼（字は敵輦）

## 伝記資料
- 『遼史』巻2 本紀第2